# Acraea bipunctata
Acraea bipunctata är en fjärilsart som beskrevs av Abel Dufrane 1945. Acraea bipunctata ingår i släktet Acraea och familjen praktfjärilar. Inga underarter finns listade i Catalogue of Life.